# クラウディオ・ピサーロ
クラウディオ・ミゲル・ピサーロ・ボシオ（Claudio Miguel Pizarro Bosio、1978年10月3日 - ）は、ペルー・カヤオ出身の元サッカー選手。元ペルー代表。ポジションはFW。
1999年から2016年までペルー代表として活躍した。ブンデスリーガの外国人の最多出場記録保持者であり、ロベルト・レヴァンドフスキに次ぐブンデスリーガの外国人の最多得点記録保持者でもある。
また、ブンデスリーガ記録となる1999年から2021年にかけての21年連続得点を記録している。

## 経歴

### クラブ

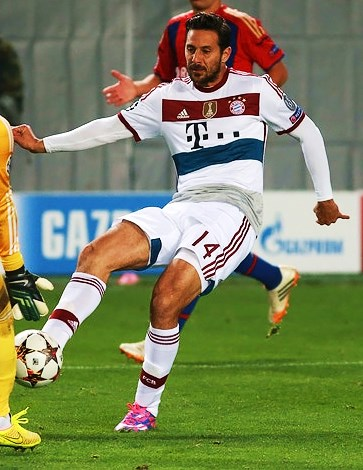
バイエルン・ミュンヘン時代（2014年）

1996年、母国ペルーのデポルティーボ・ペスケロにてプロデビュー。1998年にはアリアンサ・リマへと移籍すると2シーズンに渡りチームを支える働きをし、1999年にドイツのヴェルダー・ブレーメンに引き抜かれた。ブンデスリーガ初シーズンを25試合10得点という成績を残し、同年のペルー最優秀選手に選出された。翌シーズン序盤は不振だったものの、シーズン後半に16試合15得点の活躍、終わってみればリーグ3位の19得点を記録し、シーズン終了後にFCバイエルン・ミュンヘンに移籍。バイエルンでも加入から5シーズン連続の二桁得点を達成、クラブのタイトル獲得に貢献した。

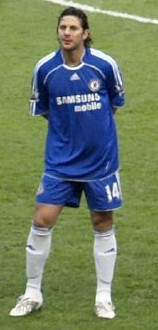
チェルシー時代（2008年）

2007年、プレミアリーグのチェルシーFCに移籍する。開幕戦でいきなりゴールをあげたが、監督の交代（ジョゼ・モウリーニョからアヴラム・グラント）やニコラ・アネルカの加入により出場機会が減少。チャンピオンズリーグの登録メンバーから外されるなど、プレミアリーグ挑戦は上手くはいかなかった。
プレミアリーグ2008-09シーズン開幕のわずか1日前、2008年8月15日に古巣ブレーメンにレンタル移籍（期限は1年間）することが発表され、ブンデスリーガに復帰することになった。2008-09シーズンはリーガで17得点、カップ戦を含めると28得点を挙げるなど点取り屋として活躍した。2009年8月18日にブレーメンへ推定500万ユーロ（約6億7000万円）の移籍金で完全移籍した。2009-10シーズンのUEFAヨーロッパリーグでは8試合で9得点を決め、SLベンフィカのオスカル・カルドソと並んで大会得点王に輝いた。2011-12シーズン終了後、ブレーメン退団を公言し、フリーで退団。
2012年5月、古巣のバイエルン・ミュンヘンに1年契約で移籍。2017年9月、1.FCケルンに1年契約で移籍。

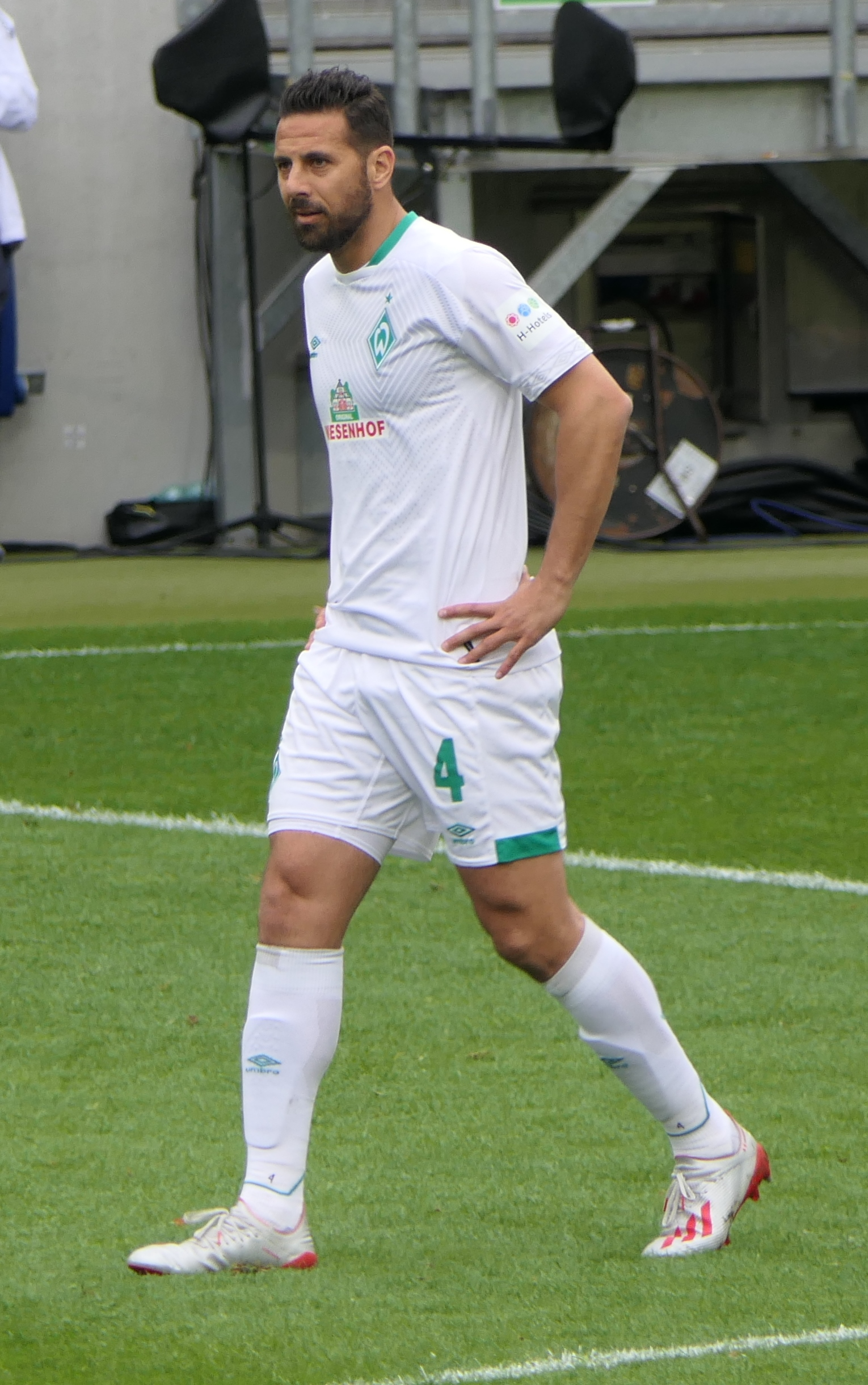
ブレーメン時代（2019年）

2018年7月29日にヴェルダー・ブレーメンと1年間の契約を結び、4度目となるクラブへの復帰が発表された。2019年5月18日、ブレーメンとの契約を1年延長したが、7月19日に2019-20シーズン終了後の現役引退を表明した。
2020年7月7日、正式に引退を表明した

### 引退後
2020年9月16日、バイエルン・ミュンヘンのフロントに入閣し、チームアンバサダーに就任したことが発表された。

### 代表

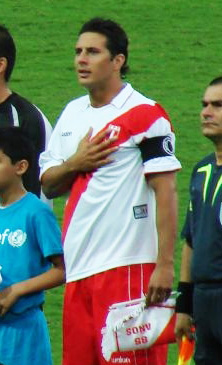
ペルー代表時代（2007年）

ペルー代表では1999年2月のエクアドル戦にてデビューを飾るも、ブラジル、アルゼンチン、ウルグアイといった強豪ひしめく南米という土地柄もあり、ワールドカップ出場は果たせなかった 。因みに代表は2018年に36年振りに出場している。

## エピソード
- 競馬好きで、自身も30頭以上の競走馬のオーナーである[要出典]。
- 母はイタリア人で妻はドイツ人。その関係でペルー、イタリア、ドイツの3カ国の国籍を所有している。

## タイトル
バイエルン・ミュンヘン
- インターコンチネンタルカップ 2001
- UEFAチャンピオンズリーグ 2012-13
- ブンデスリーガ 2002-03, 2004-05, 2005-06, 2012-13, 2013-14, 2014-15
- DFBポカール 2002-03, 2004-05, 2005-06, 2012-13, 2013-14
- DFLリーガポカール 2004, 2007
- DFLスーパーカップ 2012
- UEFAスーパーカップ 2013
- FIFAクラブワールドカップ 2013

ヴェルダー・ブレーメン
- DFBポカール 2008-09
- DFLスーパーカップ 2009

個人
- UEFAヨーロッパリーグ得点王（9得点） 2009-2010